# Ratchaburi
Ratchaburi, (thai:  ราชบุรี) är en provins (changwat) i västra Thailand. Provinsen hade år 2000 791 217 invånare på en areal av 5 196,5 km². Provinshuvudstaden är Ratchaburi.

## Administrativ indelning
Provinsen är indelad 10 distrikt (amphoe). Distrikten är i sin tur indelade i 104 subdistrikt (tambon) och 935 byar (muban). 